# 交換餘生
交换余生是新加坡歌手林俊杰第14张录音室专辑《幸存者 • 如你》首波前导单曲，由易家扬作詞，林俊傑作曲，于2020年9月16日發行。

## 音樂錄影帶
〈交換餘生〉MV于2020年9月16日首播，由黄婕妤执导，阮經天及林予晞出演，林俊傑则在劇情中一次飾演身處不同時空的工人及游泳教練角色。阮經天及林予晞分别擔任男女主角，以平行時空作為背景，兩人演出淒美的愛情故事。

## 現場演出
2020年10月3日，林俊杰受邀在“第31屆金曲獎颁奖典礼”表演，攜手金曲演奏家黃裕翔及小提琴家蘇子茵帶來跨領域的演出，連唱〈一千年以後〉和〈交換餘生〉，这是该曲的首次公开表演。2021年1月23日，林俊杰出席「第三届腾讯音乐娱乐盛典」，横扫典礼三大奖项，并带来表演〈Not Tonight〉、〈幸存者〉和〈交换余生〉。2月11日，林俊杰参与录制的台视除夕特别节目《2021超级巨星红白艺能大赏》播出，他担任压轴嘉宾一连带来三首新歌〈交换余生〉、〈暂时的记号〉、〈最向往的地方〉。2023年底，林俊杰参与了湖南卫视的你好星期六节目,并且在登场时演唱了《交换余生》。

## 獎項
| 年份 | 單位                              | 獎項                       | 結果 |
| ---- | --------------------------------- | -------------------------- | ---- |
| 2021 | 加拿大至HIT中文歌曲排行榜年度總選 | 全国推崇十大歌曲奖（国语） | 獲獎 |

## 榜单
2020年9月16日，该曲发布后便空降「QQ音乐巅峰畅销榜」日榜和周榜双榜冠军。截止当日下午17:40，在QQ音乐销量突破333,334张。截止2023年12月10日，在中国大陆音乐平台数字专辑共售出1000万张，销售额为人民幣3000万元，为2020年度销量最高的港台单曲。
2020年12月26日，在「网易云音乐2020年度音乐榜单」中，该曲获「年度新上架数字单曲/EP销量」第2名，该曲MV获「年度热度最高新上架MV」第3名。
2021年1月29日，由Hit Fm联播网举办的「2020年度百首单曲票选」公布榜单结果，该曲获第3名。
| 榜單 (2020)                    | 最高排名 |
| ------------------------------ | -------- |
| 全球华语（流行音乐全金榜）     | 1        |
| 亚洲（亚洲流行音乐榜           | 1        |
| 亚洲（Asia Pop 40）            | 2        |
| 台湾（Hito中文排行榜）         | 9        |
| 台湾（KKBOX華語新歌週榜）      | 2        |
| 香港（KKBOX華語新歌週榜）      | 2        |
| 新加坡（新加坡唱片業協會）     | 11       |
| 新加坡（醉心龙虎榜）           | 1        |
| 新加坡（KKBOX華語新歌週榜）    | 1        |
| 马来西亚（KKBOX華語新歌週榜）  | 1        |
| 中国大陆（腾讯音乐由你榜）     | 1        |
| 中国大陆（QQ音乐巅峰畅销榜）   | 1        |
| 中国大陆（QQ音乐MV巅峰榜）     | 1        |
| 中国大陆（酷狗音乐专辑畅销榜） | 1        |
| 中国大陆（中国TOP排行榜）      | 1        |
| 中国大陆（中国歌曲排行榜）     | 2        |
| 中国大陆（全球华人歌曲排行榜） | 3        |

| 榜單 (2020)                                       | 最高排名 |
| ------------------------------------------------- | -------- |
| 台湾（Hit Fm年度百首單曲                          | 3        |
| 台湾（KKBOX华语年度百大单曲                       | 58       |
| 新加坡（醉心龙虎榜年度顶尖100）                   | 23       |
| 中国大陆（动感101年度金曲                         | 41       |
| 中国大陆（腾讯音乐由你榜年度连续6周在榜热门歌曲） | 6        |
| 中国大陆（腾讯音乐由你榜年度原创热门歌曲）        | 6        |
| 中国大陆（腾讯音乐由你榜年度MV）                  | 8        |
| 中国大陆（腾讯音乐由你榜19-22岁年龄听众偏爱歌曲） | 1        |
| 中国大陆（QQ音乐巅峰榜十大年度MV）                | 5        |
| 中国大陆（网易云音乐年度新上架数字单曲/EP销量）   | 2        |
| 中国大陆（网易云音乐年度热度最高新上架MV）        | 3        |
| 榜單 (2021)                                       | 最高排名 |
| 新加坡（UFM 100.3 U选1000）                       | 14       |

## 翻唱
- 2020年10月15日，琳誼[34]
- 2021年8月14日，黄霄雲（黄霄雲七夕见面会）
- 2024年11月1日，徐子未（《下一战歌手》第9期）[35]
- 2024年11月9日，李昊（十个勤天）（种下一个未来-十个勤天巡回演唱会重庆站）

## 幕後人員
以下资料整理自YouTube歌曲MV页面。
- 林俊杰－配唱编写、和声编写、和声、录音师、后期母带处理制作人
- 黄冠龙－制作协力、吉他 、录音师
- 周信廷－制作协力
- 蔡沛蓁－制作协力
- 王韵筑－弦乐编写
- 李琪弦乐团－弦乐
- 寗子达－低音吉他
- Brendan Buckley－鼓
- JFJ Sanctuary－录音室
- The JFJ Lab－录音室
- Smile录音棚－录音室
- East West Studios－录音室
- 李杰汇－录音师
- Wil Anspach－录音师
- mixHaus －混音室
- Richard Furch（英语：Richard Furch） －混音師
- Bernie Grundman Mastering －後期母帶處理錄音室
- Mike Bozzi（英语：Mike Bozzi） －後期母帶處理錄音師
- Buckley Buckley－鼓组音频编辑

## 發行歷史
| 地区 | 日期          | 格式              | 厂牌     |
| ---- | ------------- | ----------------- | -------- |
| 全球 | 2020年9月16日 | 數位下載 串流媒體 | 華納音樂 |